# Indefra og ud
Indefra og ud er en dansk kortfilm fra 2002 med instruktion og manuskript af Frederik Sølberg.

## Handling
Emil er alene hjemme.